# IPad (第一代)
iPad（技術上稱為第一代iPad，而iPad 1为俗称），是蘋果公司執行長史蒂夫·乔布斯於2010年1月27日首次發表的平板電腦，是蘋果iPad系列的第一代產品，提供瀏覽網際網路、收發電子郵件、觀看電子書、播放音訊或視訊、玩遊戲等功能。
最初发布的iPad，只有黑色型號，無相機鏡頭。2011年3月，蘋果公司发布命名為“iPad 2”的机型，用以取代最初的iPad。
該設備於2010年1月27日由史蒂夫·賈伯斯在蘋果新聞發佈會上宣佈並推出。2010年4月3日，該設備的Wi-Fi變體在美國發佈，隨後於4月30日發佈了"Wi-Fi + 3G"變體。2010年5月28日，它在澳大利亞，加拿大，法國，日本，義大利，德國，西班牙，瑞士和英國發行。
該設備獲得了各種技術博客和出版物的積極評價。評論家稱讚該設備具有廣泛的功能，並將其標記為筆記型電腦和上網本的競爭對手 。某些方面受到批評，包括操作系統的封閉性以及對Adobe Flash多媒體格式缺乏支援。在最初的80天里，iPad售出了300萬台。到iPad 2推出時，蘋果已經售出了超過1500萬台iPad。
2011年3月2日，第一代iPad在蘋果宣佈推出iPad 2後停產。第一款iPad的剩餘庫存暫時從蘋果以較低的價格提供。

## 歷史
蘋果聯合創始人史蒂夫·賈伯斯（Steve Jobs）在1983年關於該公司的演講中表示："
我們的戰略非常簡單。我們在Apple想要做的是，我們希望將一台非常棒的計算機放在一本書中，您可以隨身攜帶並在20分鐘內學習如何使用……我們真的想通過無線電鏈路來做到這一點，這樣你就不必連接到任何東西，你可以與所有這些更大的資料庫和其他計算機進行通信。“
蘋果的第一台平板電腦是牛頓MessagePad 100，於1993年推出，這導致了Acorn Computers的ARM6處理器核心的創建。蘋果還開發了一款基於PowerBook Duo的平板電腦PenLite，但為了避免損害MessagePad的銷售，蘋果決定不出售它。蘋果又發佈了幾個基於牛頓的PDA。最後一款，MessagePad 2100，於1998年停產。
蘋果於2007年憑藉iPhone重新進入行動計算市場。它比（尚未公佈的）iPad小，並具有攝像頭和移動功能，開創了Apple的iOS移動操作系統的多點觸控手指敏感觸摸屏介面。
到2009年底，iPad的發佈已經傳聞了好幾年。這種猜測大多是在談論「蘋果的平板電腦」;具體名稱包括iTablet和iSlate。，這個名字的真名是對《星際迷航》PADD的致敬，這是一款在外觀上與iPad非常相似的虛構設備。
iPad於2010年1月27日由賈伯斯在三藩市Yerba Buena藝術中心舉行的蘋果新聞發佈會上宣佈。
賈伯斯後來說，蘋果在iPhone之前就開始開發但暫時擱置了這一努力，因為他意識到它的想法在手機中同樣有效。的內部代號是K48，這在發佈前圍繞iPad信息洩露的法庭案件中被披露。
蘋果於2010年3月12日開始接受美國客戶的iPad預訂。從宣佈到可以預訂，該設備唯一的主要變化是側邊開關的行為從聲音靜音更改為螢幕旋轉鎖定。Wi-Fi版本的iPad於2010年4月3日在美國上市銷售。Wi-Fi + 3G版本於4月30日發佈。iPad的3G服務由AT&T提供最初出售時有2個預付費的無合同數據計劃選項：一個用於無限數據，另一個用於每月250MB，價格為1/2。2010年6月2日，AT&T宣佈，自6月7日起，無限計劃將以略低的成本取代2GB計劃的新客戶;現有客戶可以選擇保留無限制計劃。計劃在iPad上啟動，可以隨時取消。
iPad最初只能在Apple的在線商店及其零售地點購買;此後，它已通過包括亞馬遜，沃爾瑪和網路運營商在內的零售商提供。iPad於5月28日在澳大利亞、加拿大、法國、德國、日本和英國等國家推出。這些國家的在線預訂於5月10日開始。蘋果於年7月23日在香港、愛爾蘭、墨西哥、紐西蘭和新加坡發布了 iPad。以色列曾短暫禁止進口iPad，因為擔心其Wi-Fi可能會干擾其他設備。2010年9月17日，iPad於中國大陸正式上線。

## 特點

### 軟體
iPad最初隨iPhone OS 3.2一起發貨。2010年9月1日，宣佈iPad將在2010年11月之前獲得iOS 4.2;為了實現這一目標，蘋果於11月22日向公眾發佈了iOS 4.2.1。 [37]它帶有多個應用程式，包括Safari，郵件，照片，視頻，iPod，iTunes Store，App Store，地圖，便笺，日曆和聯繫人。 [38]有幾個是為iPhone或Mac開發的應用程式的改進版本。
iPad 可與 Mac 或 Windows PC 上的 iTunes 同步。蘋果將其iWork套件從Mac移植到iPad，並在App Store中銷售精簡版的Pages、Numbers和Keynote應用程式。 雖然 iPad並非旨在取代手機，但使用者可以使用有線耳機或內置揚聲器和麥克風，通過VoIP應用程式通過Wi-Fi或3G撥打電話。 [注40]
2011年10月12日，iOS 5發佈到各種iOS設備，包括第一代iPad，並可通過iTunes下載。據報導，該更新包含數百項新功能和調整，包括Twitter集成，通知中心和iMessage，這是一項允許使用者在iOS或OS X（蘋果電腦的操作系統）上向其他用戶發送消息或多媒體檔的功能。iCloud，一個iOS應用程式和蘋果提供的互聯網存儲服務，允許使用者同步和備份他們的用戶數據和設置到/從其他設備，也通過這次更新提供。 2012年6月11日，iOS 6宣佈將不再用於第一代iPad，使iOS 5.1.1成為該設備正式可用的最終操作系統。 

### 硬體
第一代iPad具有Apple A4 SoC，其中包括1 GHz處理器，256 MB RAM和PowerVR SGX535 GPU。iPad上有四個物理開關，包括顯示幕附近的主頁按鈕，可將使用者返回主功能表，側面有三個塑膠物理開關：喚醒/睡眠和音量調高/調低，以及一個軟體控制的開關，其功能隨著軟體更新而改變。最初，該開關將螢幕鎖定到其當前方向，但iOS 4.2將其更改為靜音開關，將旋轉鎖定功能移動到螢幕功能表中。在iOS 4.3更新中，增加了一個設置，允許使用者指定側邊開關是用於旋轉鎖定還是靜音。與其繼任者不同，第一代iPad沒有攝像頭。 
iPad的觸摸屏顯示幕為1024 x 768圖元，7.75×5.82英寸（197×148毫米）液晶顯示幕（對角線9.7英寸（246.4毫米）），帶有防指紋和防刮擦玻璃。由於設備的螢幕尺寸和解析度，螢幕的圖元密度為132 ppi。 顯示幕回應其他感測器：一個環境光感測器用於調節螢幕亮度，一個3軸加速度計用於感知iPad的方向並在縱向和橫向模式之間切換。與iPhone和iPod Touch的內置應用程式不同，它們以3個方向（縱向，橫向左側和橫向右側）工作，iPad的內置應用程式支援所有四個方向的螢幕旋轉，包括倒置。因此，該設備沒有固有的「本機」方向;只有主頁按鈕的相對位置發生變化。 
iPad配備了16GB，32GB或64GB（1GB = 10億位元組）固態（快閃記憶體）存儲，用於程式和數據存儲。此外，該設備還提供兩種連接選項：僅Wi-Fi或Wi-Fi和3G.[1]與其繼任者不同，第一代iPad的Wi-Fi + 3G變體只能支援使用GSM/UMTS標準的運營商，並且與CDMA網路不相容;但是，與其繼任者一樣，支持輔助GPS服務。藍牙也可用於所有型號。
第一代iPad的重量各不相同，具體取決於所選的連接選項。僅限Wi-Fi的變體重1.5磅（680克），而帶有Wi-Fi + 3G的變體重1.6磅（730克）。 然而，它的尺寸在整個變體系列中都是相同的，尺寸為9.56×7.47×0.5英寸（243×190×13毫米）。 

### 配件
主項目：iPad 配件清单
蘋果提供了幾種iPad配件，其中大部分是專有的30針底座連接器的適配器，這是iPad除耳機插孔之外的唯一埠。 擴展塢以一定角度將iPad豎直固定，並具有擴展塢連接器和音訊線路輸出埠。每一代iPad都需要相應的擴展塢。包含物理鍵盤的擴展塢僅支援原始iPad，但所有世代都與也適用於Mac和PC的藍牙鍵盤相容。iPad可以使用10W獨立電源適配器充電，該適配器也與iPod和iPhone相容。

## 發表
蘋果公司在2010年1月27日於美國舊金山歐巴布也那藝術中心（Yerba Buena Center for the Arts）所舉行的發表會上，由執行長史蒂夫·乔布斯親自發表。

## 規格
iPad有一個9.76吋的IPS顯示器，厚度為0.5吋，重量為1.5磅。與使用英特爾處理器的蘋果公司其他電腦產品不同，iPad使用蘋果公司自家的Apple A4 1GHz處理晶片。iPad也支援多點觸控，內建16至64GB的快閃記憶體。電池可提供10小時的續航使用時間，以及最長達一個月的待機能力。
通訊能力方面，iPad Wi-Fi機種支援Wi-Fi 802.11n規格的無線網路，以及藍牙（Bluetooth）2.1；Wi-Fi+3G 機種更同時具備GPS模块。另外，iPad同時內建動態感應器、電子羅盤、喇叭、麥克風。

## 內建應用程式
- 行事曆：用以記錄待辦事項，並且設定定時提醒，還可從現有電子行事歷自動同步，為一相當實用功能。
- 聯絡資訊：管理聯絡人，如有地址資訊，甚至可以直接進入地圖內顯示。
- 備忘錄：分多筆記錄筆記，升級到iOS 4.2後則可以選擇字體。
- 地圖：在iOS 5.1.1之前，是以Google Maps作為基礎圖庫，及時下載，可查詢路線，3G機種有導航功能。在iOS 6之後，以Apple Maps作為基礎圖庫，主要由TomTom公司（国际版）和高德地图（大陆版）提供交通圖資的查詢，亦可查詢路線，3G機種有A-GPS導航與定位功能，wifi版則是用wifi訊號來查詢機器的所在位置。最大的噱頭是可以觀看世界主要城市建築物的外觀及模型（目前使用區域是美國的主要的大城市）。如果你夠細心，你會看到3D建築物地圖上最細微的地方有蘋果公司的iPod or iPad廣告，而且廣告比周遭的建築物清楚許多。
- 音樂：聆聽音樂與Podcast，可以馬上播放通過iTunes Store下載的音樂，支援以專輯封面方式瀏覽。
- Podcast：在iOS 6之後，被設計成一個新的應用程序，放在app store 供使用者自行下載使用，目前是免費的。
- 視訊：通過iTunes導入影片與音樂視頻，並且全螢幕觀賞，在iPad的9.7寸屏幕上有不錯的觀賞效果。
- YouTube：專為iPad重新設計過的介面，線上觀賞YouTube影片，並且可以調整畫質，不過VEVO高畫質音樂視頻是無法觀賞的。
- iTunes：通過註冊蘋果帳戶，購買iTunes Store的內容，並且使用蘋果所推出的Ping音樂社交功能。
- App Store：通過註冊蘋果帳戶，購買高達數萬款的iPad應用程式；由於iPad與iPhone採用同樣的作業系統iOS，因此可直接執行所有iPhone的應用程式。
- Game Center：升級到iOS 4.1後才有此功能，支援大部份App Store提供的遊戲，與全世界的玩家比較分數並且分享心得；需要蘋果帳戶才能使用。
- 設定：調整iPad的一切設定，包括連接Wi-Fi網路等等皆需要使用。
- Safari：蘋果官方推出的瀏覽器，可以支援絕大部份的網頁，目前不支持Flash。
- Mail：為iPad重新設計過的電子郵件功能，可以瀏覽郵件、回覆、轉寄等等，內建數個較知名郵件提供商，可以快速設定。
- 照片：觀賞通過iTunes導入的照片，可以分為不同相冊單獨瀏覽。

## iOS 5移除的內建應用程式
- iPod： 更名為「音樂」。

## 價格

### 中国大陆
| 型號                  | 16 GB                  | 32 GB     | 64 GB     |
| --------------------- | ---------------------- | --------- | --------- |
| iPad Wi-Fi            | RMB 2,988（RMB 3,688） | RMB 4,488 | RMB 5,288 |
| iPad Wi-Fi + Cellular | RMB 3,988（RMB 4,688） | RMB 5,488 | RMB 6,288 |

### 香港
| 型號            | 16 GB                  | 32 GB                  | 64 GB                  |
| --------------- | ---------------------- | ---------------------- | ---------------------- |
| iPad Wi-Fi      | HK$ 2,988（HK$ 3,888） | HK$ 3,888（HK$ 4,688） | HK$ 4,688（HK$ 5,488） |
| iPad Wi-Fi + 3G | HK$ 3,988（HK$ 4,888） | HK$ 4,888（HK$ 5,688） | HK$ 5,688（HK$ 6,488） |

### 臺灣
| 型號            | 16 GB                    | 32 GB                    | 64 GB                    |
| --------------- | ------------------------ | ------------------------ | ------------------------ |
| iPad Wi-Fi      | NT$ 12,900（NT$ 16,500） | NT$ 15,900（NT$ 19,500） | NT$ 18,900（NT$ 22,500） |
| iPad Wi-Fi + 3G | NT$ 16,900（NT$ 20,900） | NT$ 19,900（NT$ 23,900） | NT$ 22,800（NT$ 26,900） |

### 美国
| 型號            | 16 GB              | 32 GB              | 64 GB              |
| --------------- | ------------------ | ------------------ | ------------------ |
| iPad Wi-Fi      | USD$399（USD$499） | USD$499（USD$599） | USD$599（USD$699） |
| iPad Wi-Fi + 3G | USD$529（USD$629） | USD$629（USD$729） | USD$729（USD$829） |

### 马来西亚
| 型號            | 16 GB                | 32 GB                | 64 GB                |
| --------------- | -------------------- | -------------------- | -------------------- |
| iPad Wi-Fi      | RM 1,199（RM 1,549） | RM 1,499（RM 1,849） | RM 1,799（RM 2,149） |
| iPad Wi-Fi + 3G | RM 1,599（RM 1,999） | RM 1,899（RM 2,299） | RM 2,199（RM 2,599） |

### 新加坡
| 型號            | 16 GB            | 32 GB              | 64 GB              |
| --------------- | ---------------- | ------------------ | ------------------ |
| iPad Wi-Fi      | S$ 538（S$ 728） | S$ 668（S$ 878）   | S$ 798（S$ 1,028） |
| iPad Wi-Fi + 3G | S$ 718（S$ 928） | S$ 848（S$ 1,078） | S$ 978（S$ 1,228） |

（注：括号內為降價前價格）

## 上市前傳言

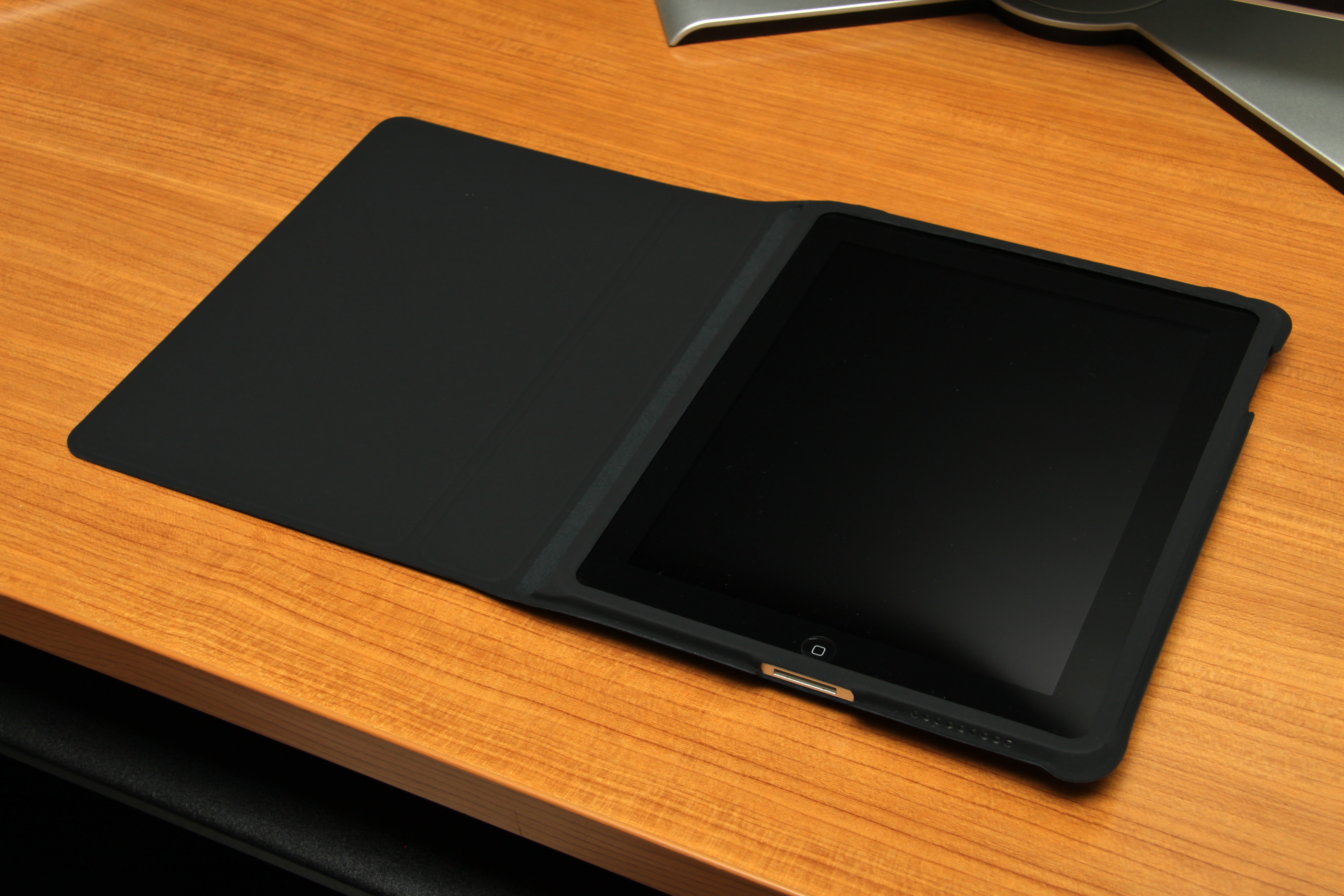
iPad原版的黑色皮套。

蘋果公司自NEWTON平板電腦的營銷計劃失敗告終後，在2003年起至2010年於CEO史提夫·喬布斯監督下，一直致力研發新版的平版電腦，但研發過程並不順利，平版電腦的雛型設計多次被史提夫否決。直至2010年，史提夫·喬布斯終於認為蘋果新的平版電腦設計上和市場已經成熟，社會普遍預計蘋果公司計劃於1月27日的媒體發佈會發佈iSlate。分析人士預測，蘋果即將推出的平板電腦很可能被命名為「iSlate」。
蘋果公司的平版電腦傳聞中的產品名稱為iSlate，iPad，iTablet，Mactablet等等，多不勝數。

## 發售
蘋果公司於2010年5月4日表示，iPad於4月3日開始在美國發售，開售28日銷售量已經突破100萬部，銷售速度比iPhone還快。iPhone 2007年開賣時要用74日才能賣出100萬部。截止到2010年6月1日，蘋果CEO喬布斯宣佈，在美國和其他市場，iPad以累計出貨200萬部。蘋果公司於同年6月22日再次發表聲明，指iPad開售八十日已經售出三百萬部。

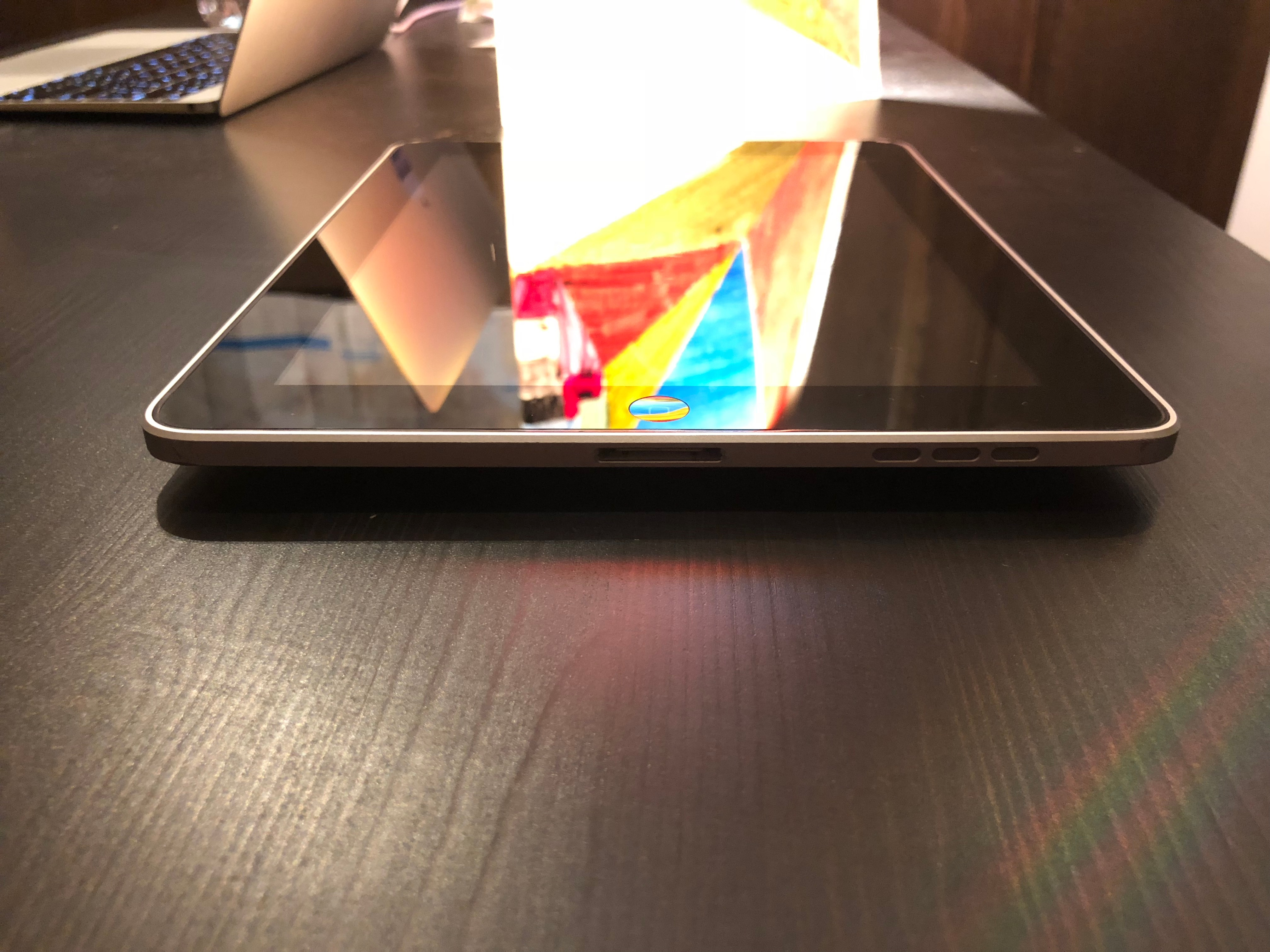

台灣於2010年11月30日正式上市，首批到貨僅不到五千部，舖貨點僅限在Studio A、德誼數位、法雅客以及燦坤部份門市，當日隨即銷售一空，12月中後才陸續提高來貨量。

## 评价
iPad一發表就遭受不少批評。網路上流傳著不少合成照片與搞笑影片嘲諷iPad，例如：有合成照片把喬布斯手上的iPad改成以「田」字形排列的四隻iPhone，諷刺史提夫·喬布斯拿iPhone拼湊成iPad；有搞笑影片早在iPad上市前就發表以iPad為名的衛生棉；有網友認為iPad根本就是浪費大家時間的東西，而把iPad改名為「iLame」（i爛）。早在iPad上市前，加拿大內衣廠商Coconut Grove Intimates已販售以iPad為名的胸墊，意法半導體的iPad平板電腦已在歐洲註冊商標，日本富士通在2002年銷售「iPAD」（請注意字母大小寫不同）手持式銷售時點情報系統（POS）裝置，富士通宣稱2003年就已在美國註冊「iPAD」商標。中國深圳的巨龍兄弟實業宣稱早在2009年8月就已推出長得像放大版iPhone的行動電話「P88」，還曾在柏林國際電子消費品展覽會（IFA）發表過。《洛杉磯時報》財經專欄作家麥可·希爾奇克（Michael Hiltzik）認為，iPad欠缺革命性，和市場期待有不小差距，對Amazon Kindle無致命威脅。
縱然在推出初期受到了不少批評，但其实在2010年，iPad已在全球掀起一股热潮，而且還開拓出一個新的平板電腦市場，更促使微軟和谷歌各自發表Windows 8和Android系統來對抗蘋果iPad。目前大多數廠商均使用Android系統來對抗iOS系統。

## iPad 时间线
|  |

## 相关连结
- iPad
- iPad 2
- iOS設備清單

## 外部連結
- Apple iPad官方網站：
  - iPad（页面存档备份，存于）（英文）
  - iPad（页面存档备份，存于）（简体中文） iPad技术规格（页面存档备份，存于）（简体中文）
  - iPad（页面存档备份，存于）（繁體中文）
  - iPad（页面存档备份，存于）（繁體中文）